# 潔登·蕭
潔登·瑞絲·蕭（英語：Jaedyn Reese Shaw，2004年11月20日—）是美國職業女子足球運動員，司職前鋒，現效力國家女子足球聯賽球隊北卡羅萊納勇氣與美國國家女子足球隊。2024年，蕭參加巴黎奧運女子足球比賽，獲得一枚金牌。

## 外部連結
- 潔登·蕭在國家女子足球聯賽
- 潔登·蕭在聖地牙哥波浪
- 潔登·蕭在美國足球協會